# Docosia nitida
Docosia nitida är en tvåvingeart som beskrevs av Oskar Augustus Johannsen 1912. Docosia nitida ingår i släktet Docosia och familjen svampmyggor.
Artens utbredningsområde är Alberta. Inga underarter finns listade i Catalogue of Life.